# Lizzano rosato
Il Lizzano rosato è un vino DOC la cui produzione è consentita nella provincia di Taranto.

## Caratteristiche organolettiche
- colore: tendente al rubino delicato.
- odore: lievemente vinoso, caratteristico di fruttato se giovane.
- sapore: asciutto, fresco, armonico.

## Produzione
Provincia, stagione, volume in ettolitri
- Taranto  (1994/95)  445,01
- Taranto  (1996/97)  501,6